# Fundusz parasolowy
Fundusz parasolowy (ang. umbrella fund) – potoczna nazwa funduszu inwestycyjnego z wydzielonymi subfunduszami, z których każdy może realizować inną politykę inwestycyjną. Istotę funduszu oddaje jego nazwa – parasolem – jest cały fundusz, który posiada osobowość prawną i może być podmiotem praw i obowiązków. Pod parasolem znajdują się subfundusze, które są odrębnymi portfelami inwestycyjnymi i osobowości prawnej nie posiadają.
Celami tworzenia funduszy z wydzielonymi subfunduszami są optymalizacja podatkowa oraz zmniejszenie ilości powtarzających się dokumentów czy fragmentów (np. w prospekcie informacyjnym szereg fragmentów jest identycznych dla wskazanych subfunduszy).
Optymalizacja podatkowa pozwala na ominięcie obowiązku płacenia podatków przy konwersji jednostek między subfunduszami o różnym profilu inwestycyjnym. Dzięki temu mechanizmowi jeśli np. nastąpi strata w jednym subfunduszu, a w drugim zysk, podatek zostanie obliczony tylko od różnicy zysku i straty. Bez wykorzystania funduszu parasolowego trzeba zapłacić podatek od zyskownej inwestycji w pełnej kwocie. Podatek nie jest ustalany i potrącany w przypadku przenoszenia środków między subfunduszami (np. o różnym profilu inwestycyjnym, gdy nastąpi ocena, że subfundusz akcyjny należy zastąpić subfunduszem obligacyjnym). Podatek ustalany jest przy odkupywaniu jednostek skutkującym udostępnieniem środków bezpośrednio inwestorowi (przy wyjściu z inwestycji w subfundusze w danym funduszu parasolowym).